# Dinastija Kasniji Jin
 Ovo je glavno značenje pojma Dinastija Kasniji Jin. Za druga značenja pogledajte U kineskoj povijesti postoje četiri različita razdoblja/dinastije za koje se koristi naziv "Jin" (v. Dinastija Jin (razdvojba).).
Dinastija Kasniji Jin (kineski: 后晋 / 後晉, pinyin: Hòu Jìn) bila je kratkotrajna dinastija kineskih careva iz turkijskog naroda Shatuo koja je vladala sjevernom Kinom od od 936. do 947. godine, odnosno druga od tzv. „Pet dinastija” koje su se izredale nakon propasti dinastije Tang.
Kao i prethodnu dinastiju Kasniji Tang, osnovali su je Shatuo časnici, odnosno Shi Jingtang, časnik koji je 936. godine podigao ustanak u kojemu su mu pomogli sjeverni kitanski nomadi. U znak zahvalnosti Shi Jingtang je kitanskoj dinastiji Liao predao tzv. „Šesnaest prefektura”, strateško područje od današnjeg Pekinga (tj. Hebeija) na zapad do Datonga (Shanxi) za koje su se sukobile države Pet Dinastija i Deset kraljevstava, a svoju prijestolnicu premjestio u Kaifeng. No, njegov nasljednik, Shi Chonggui, je došao u sukob s bivšim saveznicima koji su ga 947. godine porazili. Teritorij države su podijelili Kitani i novoosnovana dinastija Kasniji Han.

## Vladari Kasnijeg Jina
| Hramsko ime (Miao Hao 廟號)             | Postumno ime (Shi Hao 諡號) | Prezime i osobno ime | Godine vladavine | Prijestolno ime (Nian Hao 年號) s godinama trajanja |
| --------------------------------------- | --------------------------- | -------------------- | ---------------- | --------------------------------------------------- |
| Konvencionalno kineski: prezime, pa ime |                             |                      |                  |                                                     |
| 高祖 Gāozǔ                              | nema                        | 石敬瑭 Shí Jìngtáng  | 936. – 942.      | Tiānfú (天福) 936. – 942.                           |
| nije postojao                           | 出帝 Chūdì                  | 石重貴 Shí Chóngguì  | 942. – 947.      | Tiānfú (天福) 942. – 944. Kāiyùn (開運) 944. – 947. |